# 작은발숲쥐
작은발숲쥐(Hylomyscus endorobae)는 쥐과에 속하는 설치류의 일종이다. 케냐 남서부와 탄자니아에서 케냐 대지구대의 해발 2,000m 이상의 습윤 동아프리카 저산대 숲의 선택된 지역에서만 발견된다. 1910년에 기재되었고, 초기에는 별도의 종으로 간주되었다. 나중에 널리 분포하는 종으로 간주되는 저산대숲쥐(H. denniae)의 이명으로 재분류되었지만, 더 넓은 아프리카 저산대 숲 생물 지역의 열대 습윤 숲 속에 분리되어 분포한다. 아프리카부드러운털쥐속(Praomys)의 작은 형태로 해석되기도 했다.
2006년 아프리카숲쥐속과 아프리카부드러운털쥐속은 별도의 속 분류군이라는 사실이 확인되었고, 작은발숲쥐는 다시 별도의 종으로 확인되었다. 아프리카숲쥐속은 현재 12종이 확인되고, 임시적으로 6개의 그룹으로 나뉜다. 작은발숲쥐는 저산대숲쥐 및 화산숲쥐와 함께 저산대숲쥐군으로 분류되고 있다. 이 3종은 상당히 유사하고, 유사한 서식지에서 살고 있으며, 서로 근연종 관계를 맺고 있다.
그러나 2,000m 이상 습윤 저산대 숲에서만 서식하기 때문에 일부 종이 특정 섬의 고유종이 되는 것과 거의 같은 방식으로 서로 지리적으로 고립되어 있다. 작은발숲쥐는 빅토리아호의 케냐 대지구대 산맥 동부 엘곤산과 케냐산 사이의 토착종이다. 또 한편으로 작은발숲쥐는 루웬조리 산맥의 토착종으로 우간다와 콩고민주공화국 사이 국경 지대를 따라 분포하는 반면에 화산숲쥐는 적도 바로 아래 부룬디와 르완다, 콩고민주공화국에서 발견된다.
아프리카숲쥐속의 다른 종들을 구별하는 특징으로 8가지가 있다. 예를 들어, 작은밭숲쥐는 저산대숲쥐보다 두개골과 어금니가 크다.